# اسپیناستین
اسپیناستین (به انگلیسی: Spinacetin) با فرمول شیمیایی C۱۷H۱۴O۸ یک ترکیب شیمیایی با شناسه پاب‌کم ۵۳۲۱۴۳۵ است. که جرم مولی آن ۳۴۶٫۲۸ g/mol می‌باشد. 